# Церковь Рождества Пресвятой Богородицы (Колюбакино)
Церковь Рождества Пресвятой Богородицы (Преображенская церковь) — православный храм в деревне Колюбакино Рузского района Московской области. Входит в состав Рузского благочиния Одинцовской епархии Русской православной церкви.

## История
Церковное место в селе известно с начала XVI века — возможно, старый храм погиб в Смутное время, как и многие к западу от Москвы.
Новую церковь Рождества Богородицы, по благословению патриарха Никона, построили и освятили в 1652 году. Позже были устроены приделы св. Николая и Василия Блаженного.
В войну 1812 года храм был ограблен и осквернен, в 1816—1818 годах храм был капитально отремонтирован, в 1834—1835 годах перестроены придельные храмы, придел Василия Блаженного переименовали в честь преподобного Иоанна Дамаскина.
В 1901 году сделан капитальный ремонт, в 1912 году устроены печи и весь храм стал тёплым — зимним.
Был закрыт в 1937 году, позже разрушены глава и колокольня.
Храм возвращён общине в 1990 году, была проведена реставрация.